# Международная комиссия по стратиграфии
Международная комиссия по стратиграфии (англ. International Commission on Stratigraphy (ICS), фр. Commission internationale de stratigraphie, также неофициально Международная стратиграфическая комиссия) — международная научная организация, которая занимается стратиграфическими, геологическими геохронологическими вопросами в глобальном масштабе.
Является органом Международного союза геологических наук.

## Цели
Одна из главных целей проекта, начатого в 1974 году, является создание многопрофильного стандарта и глобальной шкалы геологического времени, что облегчит палеонтологические и геобиологические сравнения региона по жестким и строгим критериев стратификации.

## Методология
Международная Комиссия по Стратиграфии породила многочисленные подкомитеты организаций, организованных на локальном уровне, которые проводят полевые работы.

## Публикации
МПС издает различные отчеты и заключения, а также пересмотренные данные периодически обобщаются в Международной стратиграфической (хроностратиграфической) шкале, выпущенной после последнего обсуждения перед предстоящей (очередной) сессией Международного союза геологических наук. Пока МСГН принимает рекомендации, они являются неофициальными, поскольку МСГН одобряет или отвергает обсуждения отчеты СВК, которые представлены в качестве рекомендаций.
В 2009 году комиссия обсудила и постановила, что плиоцен из нынешнего, неофициально названного четвертичного периода должен быть переведён в неогеновую систему и неогеновый период. Термин четвертичная система до сих пор официально не принят в Международном союзе геологических наук, но имеет широкую поддержку в качестве приемлемой номенклатуры для текущего геологического периода, который начался согласно глобальному стратотипу (GSSP) 5 332 000 лет назад при переходе мессинского яруса в занклский ярус.

## Логотип
Логотип Международной комиссии по стратиграфии был разработан в стиле китайского иероглифа, обозначающего слово «гора» — 山.